# Famille Paillard-Ducléré
Pour les articles homonymes, voir Paillard.
 (juillet 2025).
La famille Paillard-Ducléré est une famille française. Elle tire son nom de François Paillard, sieur du Cléré, né à Laval en 1746.

## Origine
Les Paillard sont une famille lavalloise, connus sous les noms de Paillard de Villamis, Paillard de La Houisière, Paillard du Cléré (Argentré) et Paillard du Bignon.[réf. nécessaire]

## Personnalités (XVIIIesiècle)
- Michel Paillard[1], sieur de la Houissière, père de :
  - Joseph Paillard, sieur de la Pommeraie, notaire, marié en 1744 à Marie-Madeleine Couanier, d'où :
    - François Paillard, sieur du Cléré[2] (1746-1821)

## Personnalités (XIXeetXXesiècles)
- Constant Paillard-Ducléré (1776-1839), fils du précédent, maître de forge, maire d'Olivet, député de la Mayenne de 1817 à 1839. Il épousa Louise Juteau, fille du chevalier Nicolas-Louis Juteau, dont il eut:
  - Constant-Louis Paillard-Ducléré (Laval, 1808 - Paris, 1879), fils du précédent, député de la Sarthe de 1838 à 1848, d'où:
    - Constant-Jules Paillard-Ducléré (Paris, 1844 - Paris, 1905), diplomate, maire de Montbizot, député de la Sarthe de 1881 à 1889[3].

  - Clémentine Paillard-Ducléré (Laval, 1806 - Paris, 1882), qui épousa en 1828 le comte Camille de Montalivet
    - Marie, épouse du marquis Laurent-François de Gouvion-Saint-Cyr ;
    - Adélaïde, épouse d'Antoine-Achille Masson, dont la descendance releva le nom de Montalivet ;
      - Georges Masson-Bachasson de Montalivet, marié à Marguerite Davillier, fille de Henri Davillier ;
      - Pierre Masson-Bachasson de Montalivet, diplomate, marié à Gabrielle-Jenny Goüin, fille d'Eugène Goüin ;
      - Charles-Louis Masson-Bachasson de Montalivet, officier et vice-président de la Croix rouge française, marié successivement à deux des petites-filles de Prosper Duvergier de Hauranne ;
      - Jeanne, épouse de Raoul d'Astier de la Vigerie
        - François d'Astier de la Vigerie
        - Henri d'Astier de la Vigerie
        - Emmanuel d'Astier de la Vigerie

    - Camille, épouse du comte du Moncel ;
    - Marie-Amélie, filleule du roi Louis-Philippe et de la reine Marie-Amélie, épouse du comte Gustave Guyot de Villeneuve ;
    - Marthe (1844-1914), épouse de Georges Picot (1838-1909)
      - Charles Georges-Picot (1866-1930)
        - Guillaume Georges-Picot
          - Olga Georges-Picot

        - Jacques Georges-Picot
        - Georges Georges-Picot.

      - François Georges-Picot (1870-1951)
      - Geneviève Georges-Picot (1876-1949), épouse de Jacques Bardoux
        - Marthe Bardoux (1901-2003), épouse d'Edmond Giscard d'Estaing
          -  Valéry Giscard d'Estaing.